# Labroides dimidiatus
Labre nettoyeur, Poisson nettoyeur
Espèce
Synonymes
- Cossyphus dimidiatus Valenciennes, 1839[2]
- Labroides dimidatus (Valenciennes, 1839)[2]

Statut de conservation UICN

 LC  : Préoccupation mineure
Labroides dimidiatus, communément appelé Labre nettoyeur commun ou Poisson nettoyeur, est une espèce de poissons des mers tropicales de l'Indo-Pacifique qui entretient des relations inter-espèces mutualistes particulières : les espèces marines plus grandes laissent ce poisson les débarrasser de leurs parasites et peaux mortes, qui constituent l'essentiel de sa nourriture. On le rencontre dans les fonds récifaux coralliens entre 2 et 30 m de profondeur.
C'est le seul poisson à avoir obtenu un résultat positif au test du miroir,.

## Description

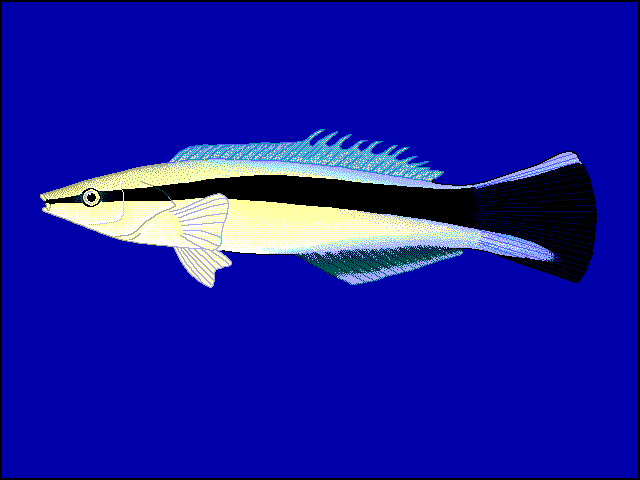
Labroides dimidiatus
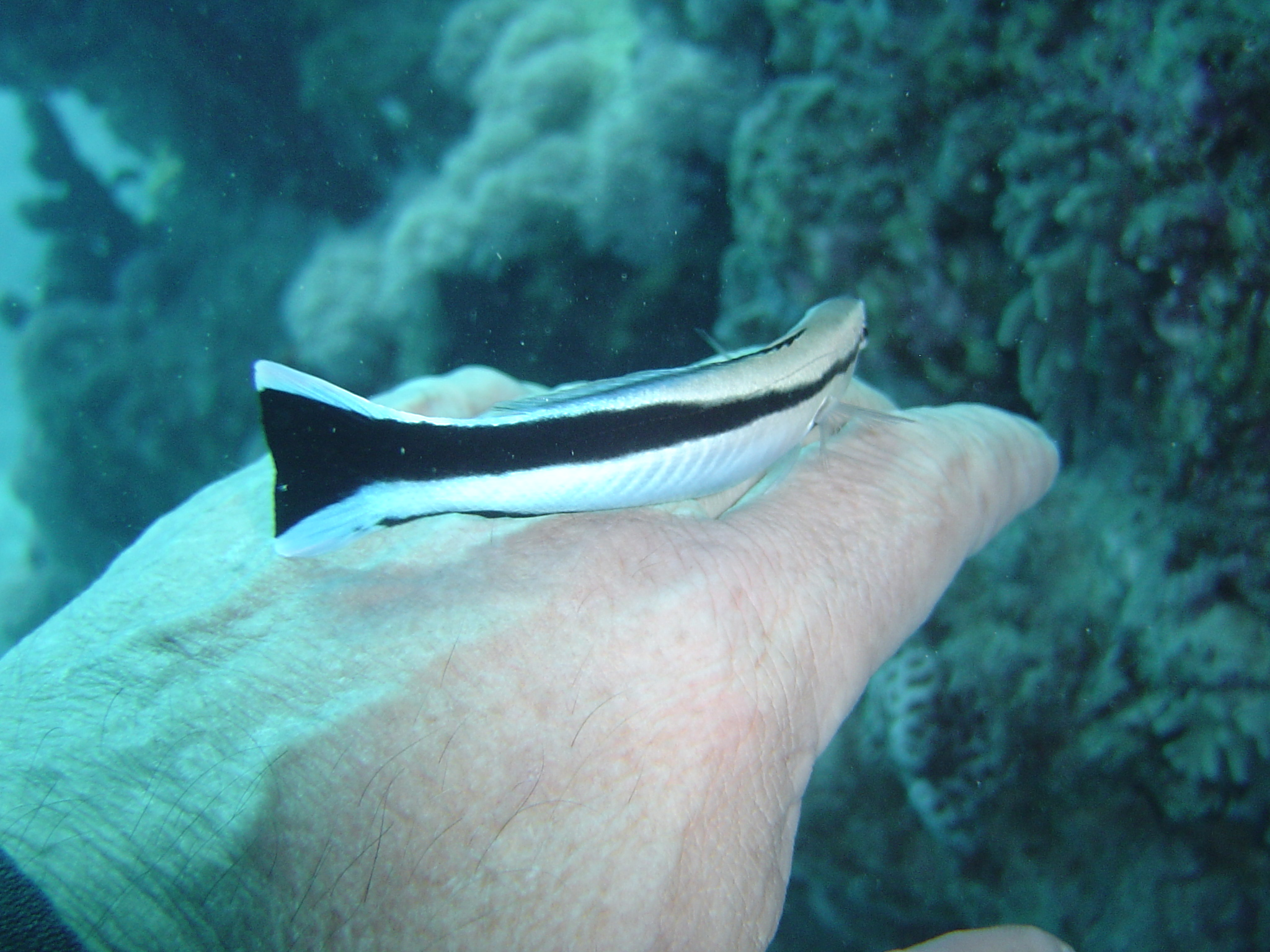
Spécimen sur la main d'un plongeur.
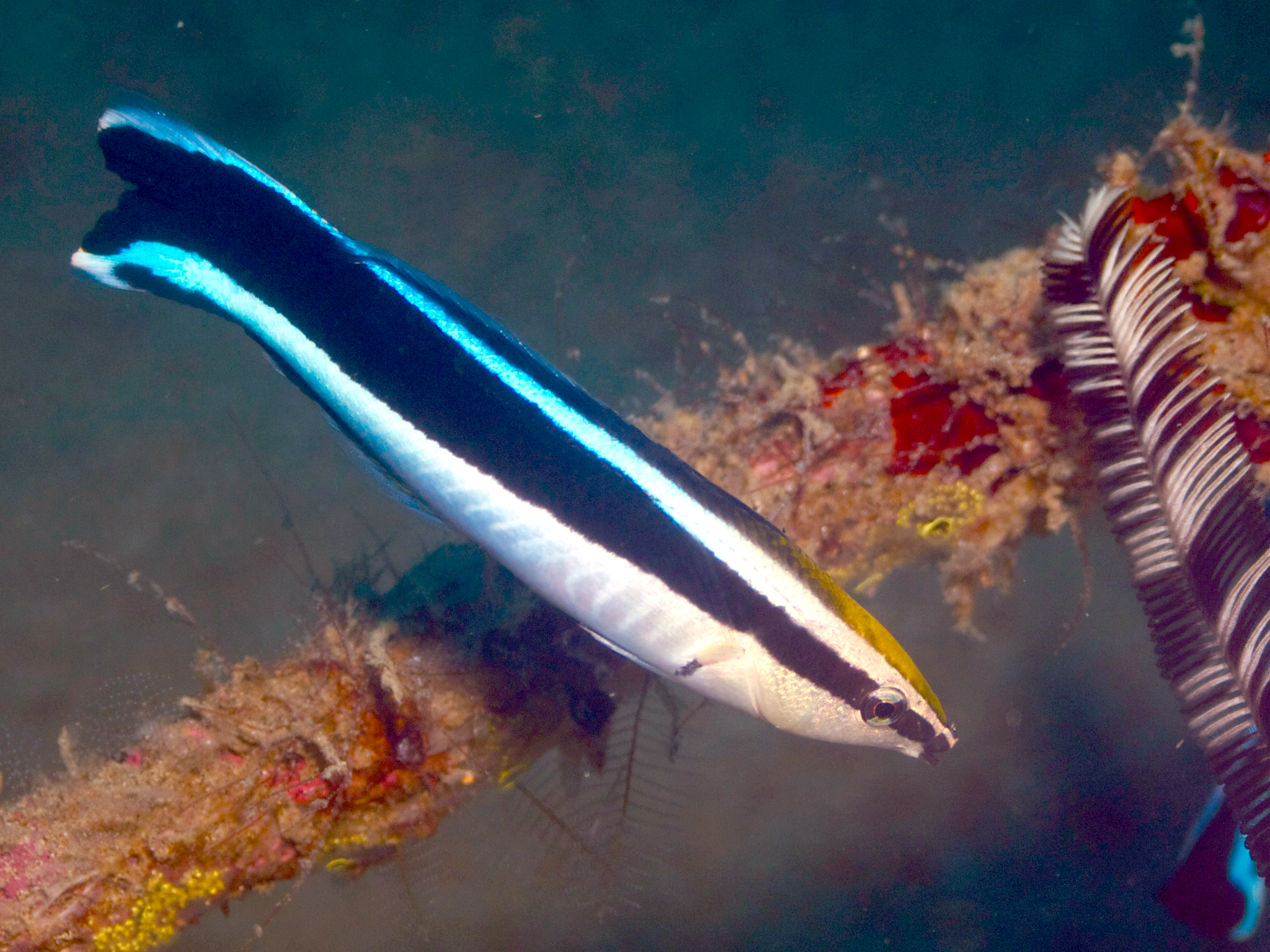
Vue latérale.
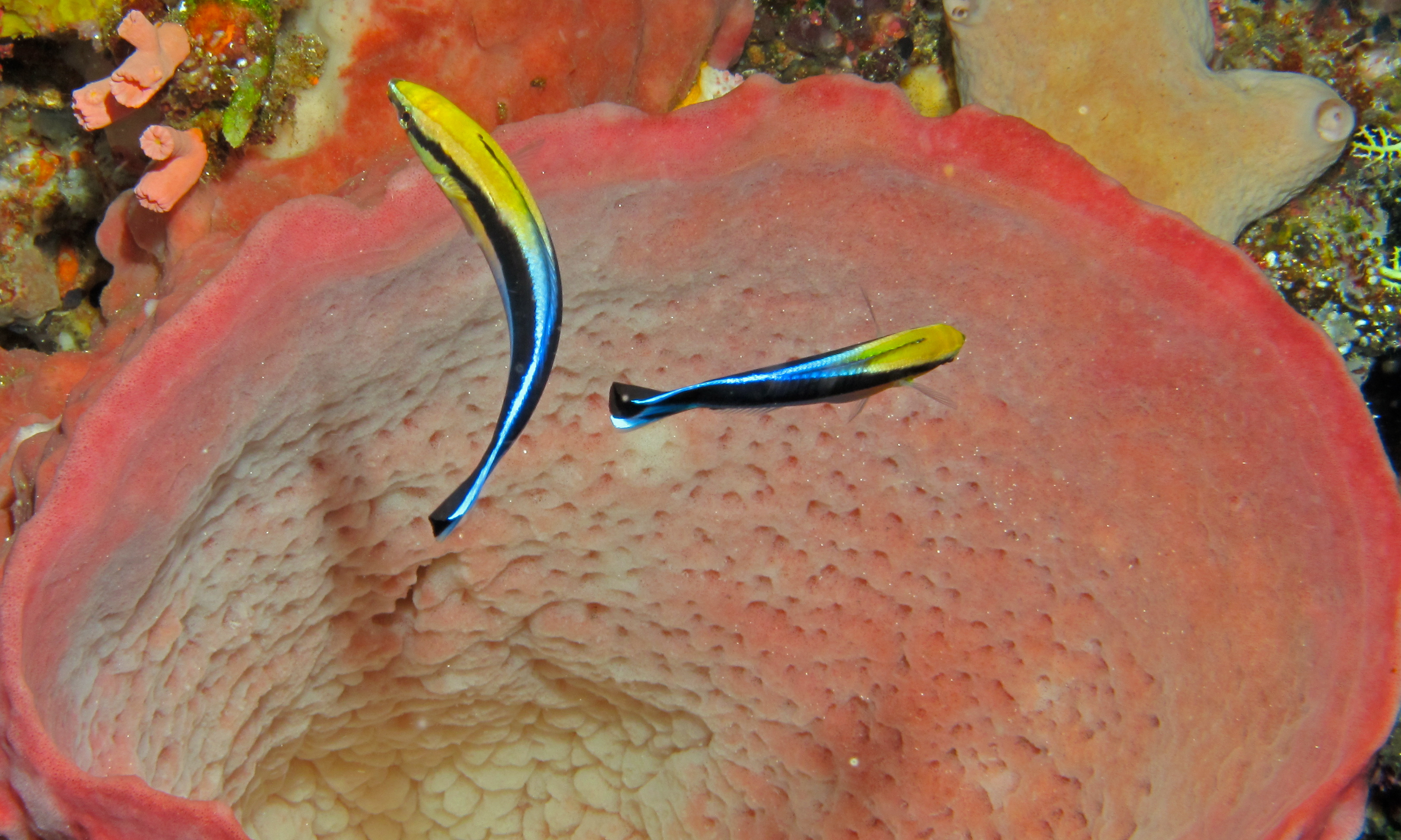
Vue dorsale.
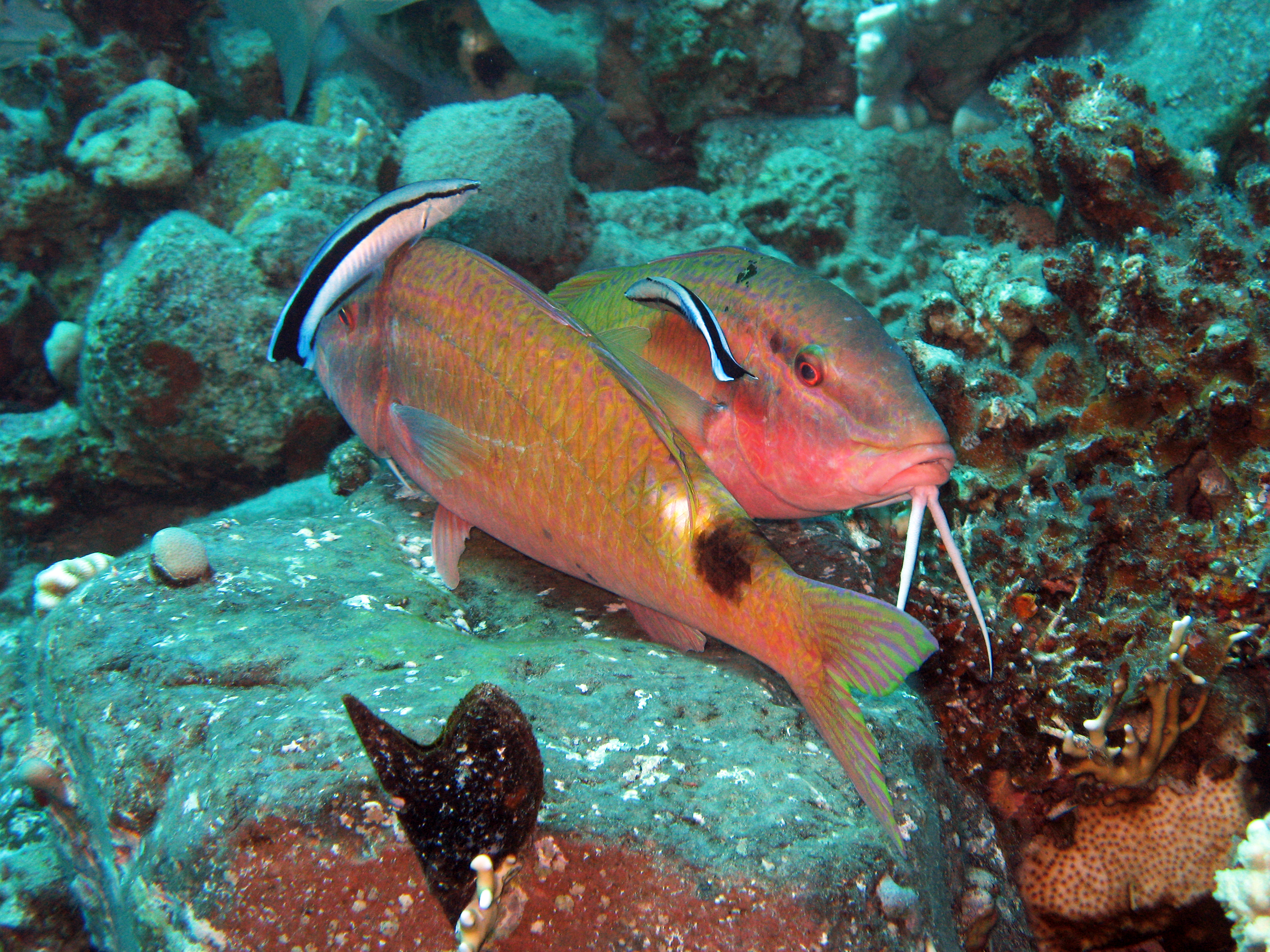
Vue caudale.

D'une taille moyenne de 10 cm (14 cm max,), c'est un petit labre au corps allongé, reconnaissable à la large bande noire longitudinale qui traverse son flanc et son œil, le dos et le ventre étant blancs (le dos parfois légèrement jaunâtre). Ce blanc évolue vers un bleu vif sur la partie antérieure de l'animal, alors que la bande noire s'élargit au niveau de la queue.
Les juvéniles sont noirs avec une ligne bleu électrique.

## Mode de vie
Le labre nettoyeur commun vit la plupart du temps en couple ou en un groupe composé de quelques femelles accompagnées d'un mâle adulte. Très sédentaire, ce poisson est souvent associé à un massif de coraux branchus dans lesquels il se réfugie en cas de danger. Ce petit labre est célèbre pour sa capacité à débarrasser les poissons du récif de leurs parasites et tissus morts (écailles, morceaux de peau…).
Certains petits crustacés (copépodes, isopodes et ostracodes) se développent dans les zones dépourvues de protection comme les écailles, au niveau des branchies, dans la cavité buccale, au niveau des nageoires, et entre les écailles elles-mêmes. Le labre nettoyeur est pourvu de couleurs lumineuses, et attire le regard par une nage sautillante qui contraste avec la nage traditionnelle des autres poissons. Les patients adultes expérimentés prennent alors immédiatement une posture légèrement inclinée vers l’arrière, et écartent les nageoires pectorales, déploient les autres nageoires et ouvrent la bouche (certains changent de couleurs).

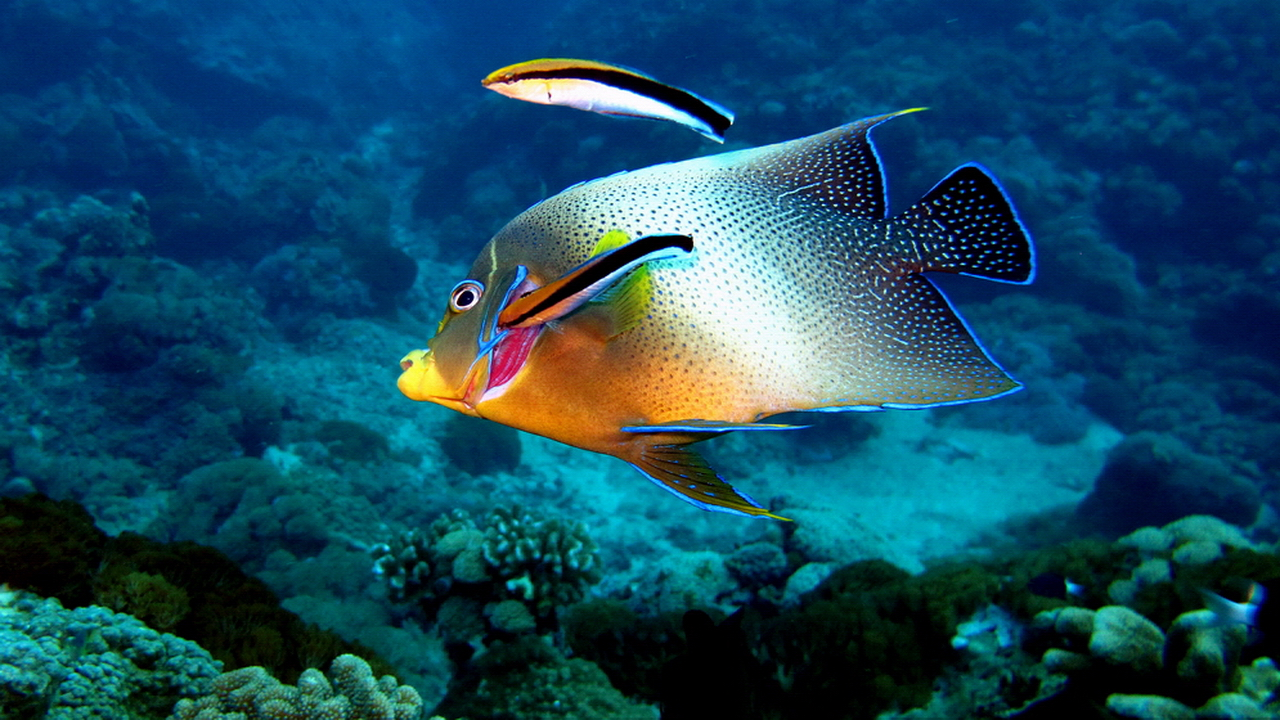
Couple de labres nettoyeurs et chirurgien tabac
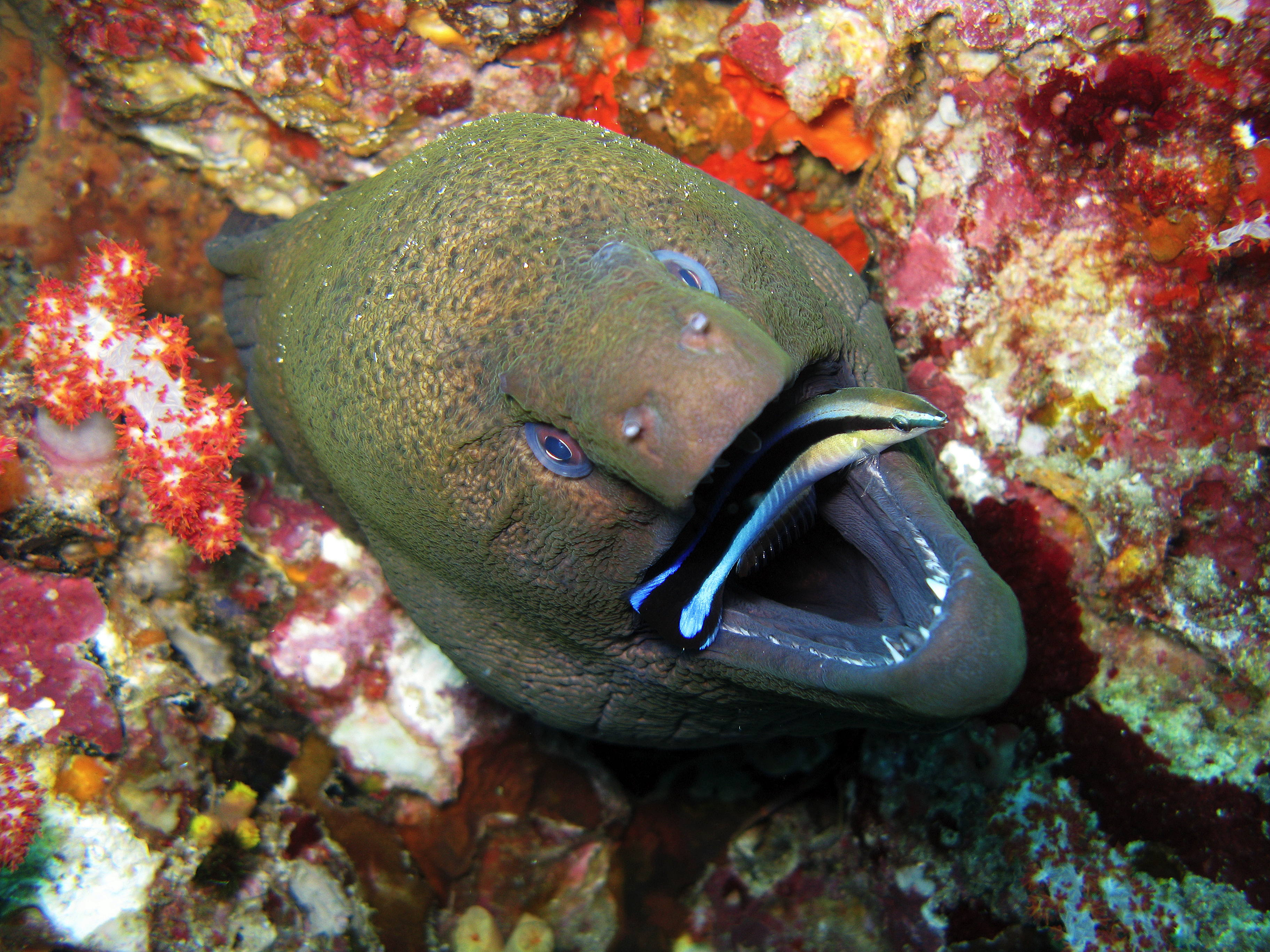
Labre dans la gueule d'une murène géante
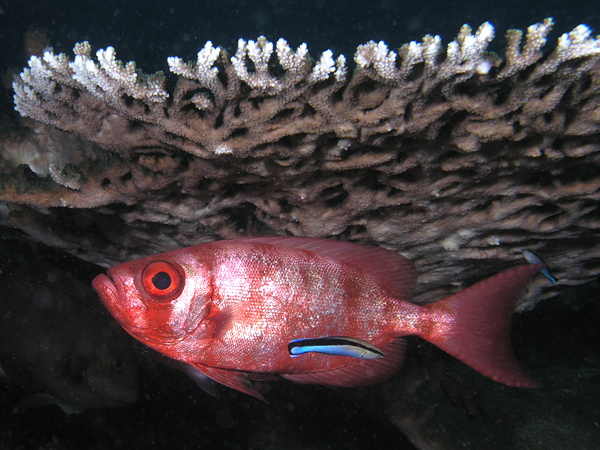
Labre nettoyeur et gros-yeux commun
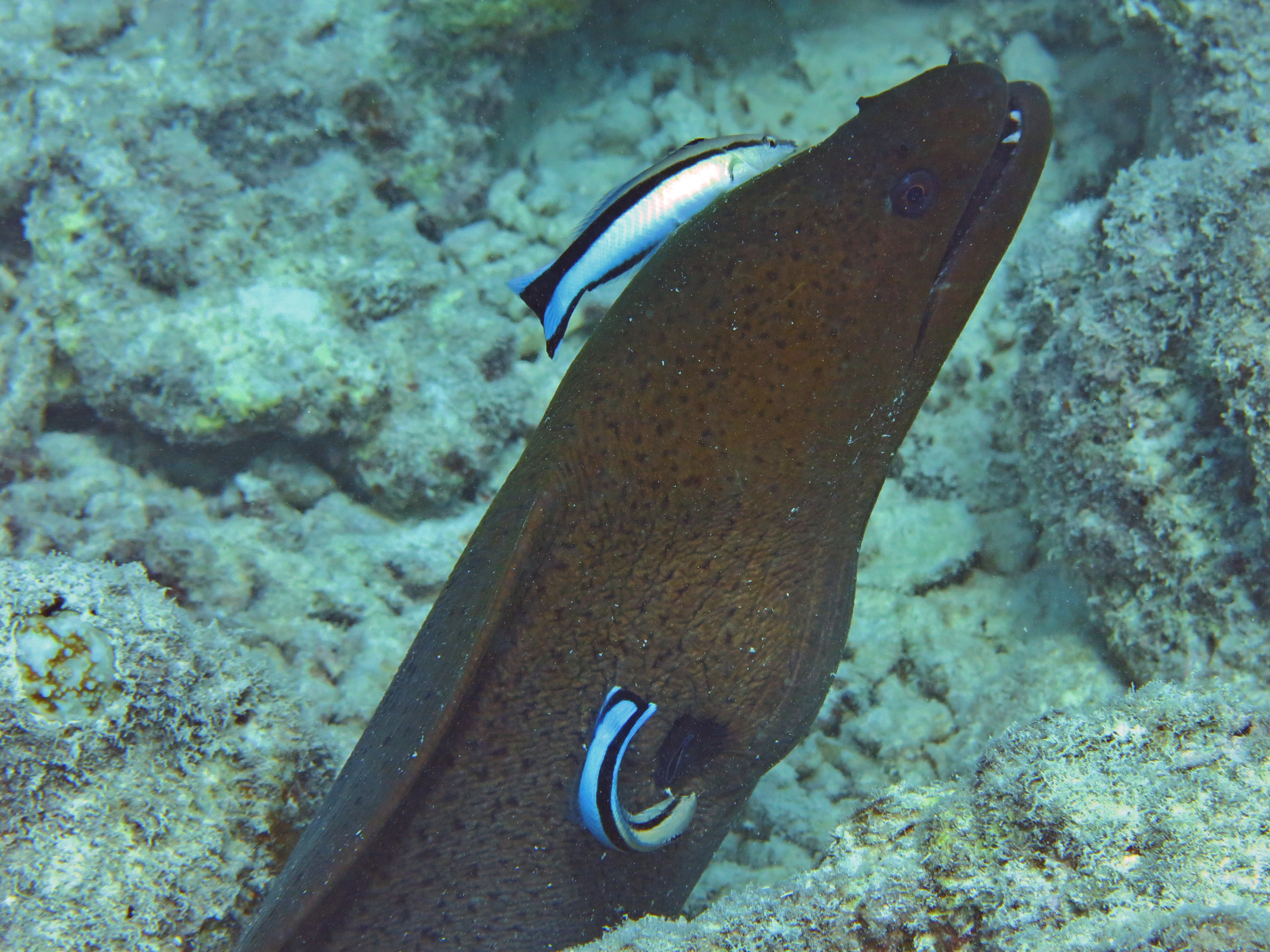
Couple de labres nettoyeurs et murène de Java

Ce Labridé développe une activité intense pendant la journée ; la nuit il s'enroule dans un cocon muqueux protecteur qu'il produit tous les jours.
Cette espèce peut changer de sexe, une femelle devenant un mâle, en cas d'absence de partenaires de ce sexe dans le milieu.

## Mimétisme
Labroides dimidiatus peut être confondu avec la Blennie aux-dents-de-sabre ou « faux nettoyeur » (Aspidontus taeniatus). Il s’agit d’un poisson de la famille des Blenniidae, dont la forme, la taille et la coloration ressemblent à celle de Labroides dimidiatus. Il s’agit d’un mimétisme qui s’accompagne d’un comportement presque similaire. Utilisant la relation mutualiste entre Labroides dimidiatus et « ses patients », Aspidontus taeniatus profite de l'immobilité et de la confiance du poisson qui souhaite se faire nettoyer, pour lui mordre un bout de nageoire ou d'ouïe pour s'en nourrir avant de filer.
Aspidontus taeniatus se différencie de Labroides dimidiatus par la position de sa bouche, dirigée vers le bas, alors que celle de Labroides dimidiatus est dans le prolongement du corps.

## En aquarium

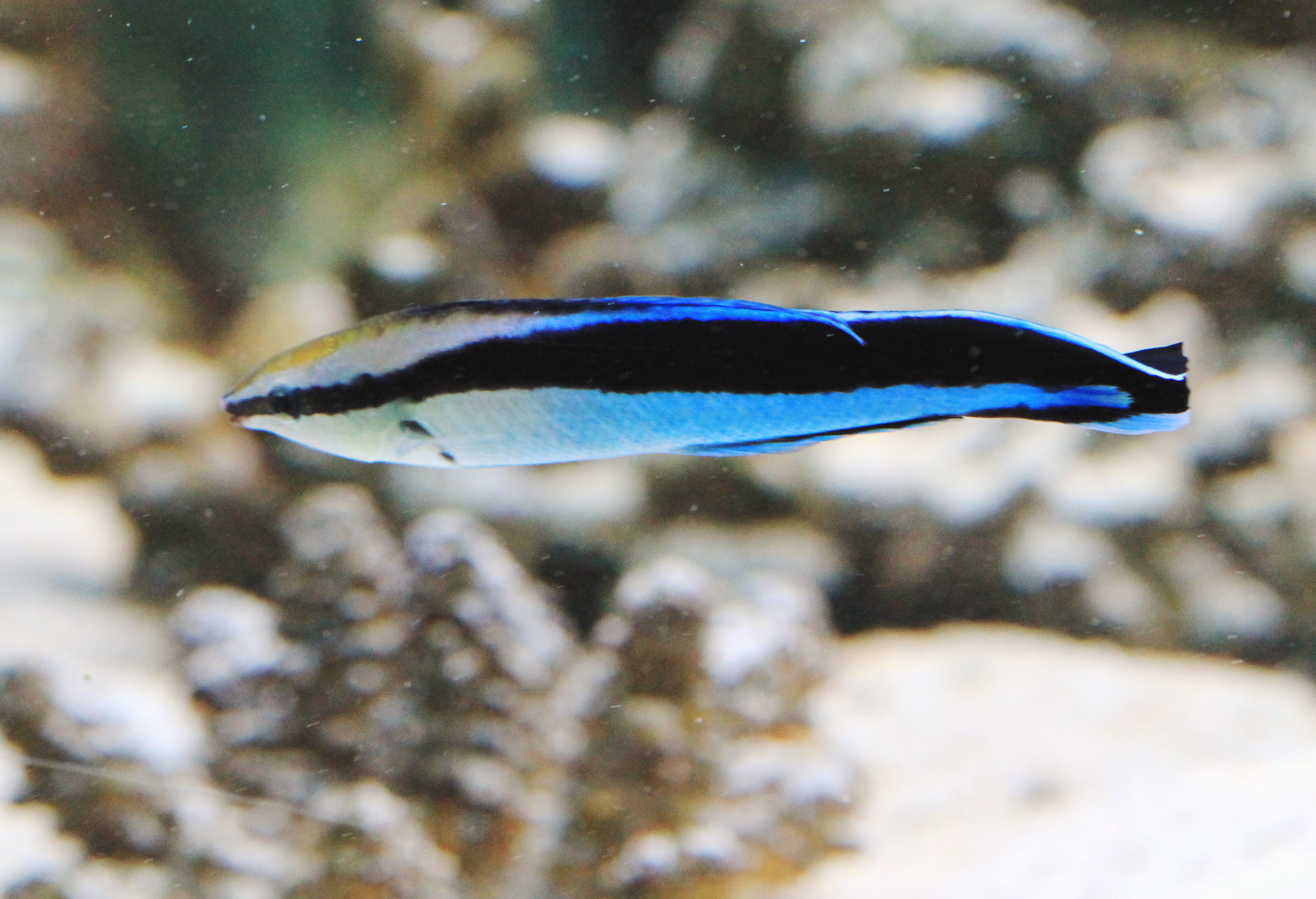
Dans l'aquarium marin de Prague.

Les relations intraspécifiques sont presque impossibles en aquarium, à moins qu'un couple ne se forme. Les relations interspécifiques sont bonnes dans l'ensemble, il y a quelque réserves à propos des Tétraodontidés qui sont parfois martyrisés par les Labroides. Enfin, les Pterois sont des prédateurs de labres.
L'acclimatation et l'élevage de Labroides dimidiatus sont considérés comme compliqués, et les échecs sont courants. Une moule présentée dans sa valve permet de les démarrer ; les poissons arrachent facilement de petits fragments de chair. Leur régime alimentaire naturel est composé de petits ectoparasites qu'ils prélèvent directement sur les téguments des autres poissons, ce qui est difficile à reproduire en aquarium. Après l'acclimatation à la vie en aquarium, ils acceptent cependant des artémies, des tubifex et d'autres nourritures congelées ou lyophilisées.